# Leonid Michailowitsch Roschal

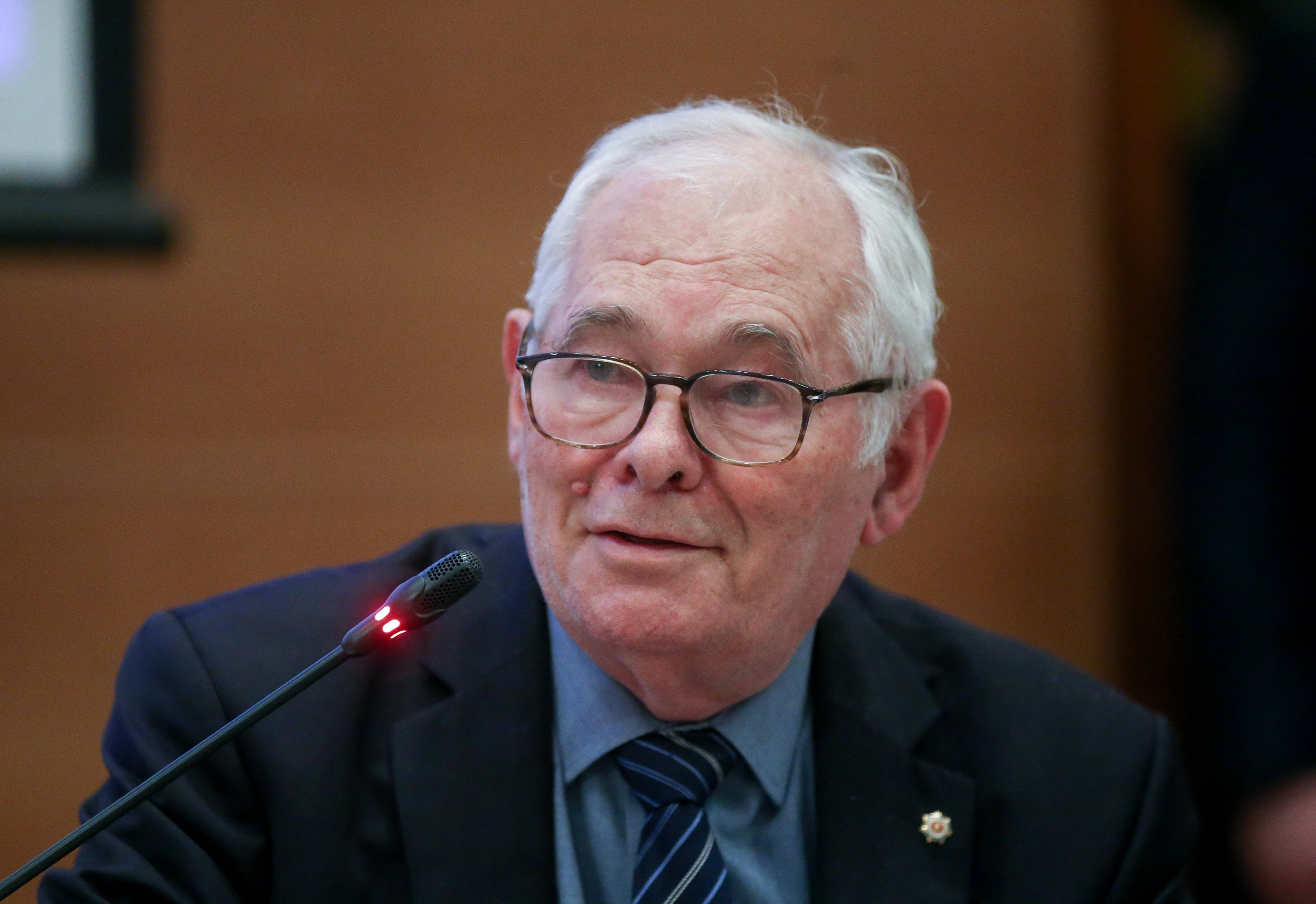
Leonid Roschal (2019)

Leonid Michailowitsch Roschal (russisch Леонид Михайлович Рошаль; * 27. April 1933 in Liwny, Oblast Orjol, Russische SFSR) ist ein russischer Kinderarzt und ein Experte der Weltgesundheitsorganisation, der Vorsitzende des Internationalen Komitees für Kinderhilfe bei Katastrophen und Kriegen und ein Mitglied des Menschenrechtsrats, der den Präsidenten der Russischen Föderation berät.

## Leben
Leonid Roschal wurde am 27. April 1933 in Liwny in der zentralrussischen Oblast Orjol geboren. Sein Vater arbeitete bei der Armee. Roschal promovierte in Moskau in Medizin und wurde Kinderarzt und Chirurg. 1988 war sein erster Einsatz als Katastrophenhelfer im Erdbebengebiet von Armenien. Danach gründete er im selben Jahr das Internationale Komitee für Kinderhilfe bei Katastrophen und Kriegen. Im Rahmen dieses Komitees half er verletzten Kindern überall auf der Welt:
- Revolution in Rumänien
- 1991 1. Golfkrieg
- Jugoslawienkriege
- erste Intifada in Israel
- 1995 in Tschetschenien
- Erdbeben in Japan, Ägypten, Afghanistan und der Türkei

## Sichtweisen
Roschal hat sich gegen den Krieg in Tschetschenien und der Festnahme von Michail Chodorkowski ausgesprochen. Auf Bitten der Geiselnehmer war er 2002 Vermittler in der Geiselnahme im Moskauer Dubrowka-Theater und 2004 bei der Geiselnahme von Beslan.
Roschal ist ein bekennender Homophob. Auf einer Pressekonferenz im Jahr 2013 im russischen Parlament antwortete er auf eine Frage über seine Sichtweise bezüglich des Schwulen-Propaganda-Gesetzes, dass er sich kurz fasse: „Ich hasse Schwule und alles über sie.“